# Saint-Laurent, Ardennes

Saint-Laurent este o comună în departamentul Ardennes din nordul Franței. În 1 ianuarie 2022 avea o populație de 1.073 de locuitori.